# Medowie (Australia)
Medowie – miasto w Australii, w stanie Nowa Południowa Walia.